# Янаул
Янаул (на башкирски: Яңауыл) е град, административен център на Янаулски район, автономна република Башкирия, Русия. Населението му към 1 януари 2018 година е 25 511 души.